# Преподобни Ефросин Синозерски
Ефросин Синозерски (рођ. Јефрем Сименов) је православни монах и светитељ, оснивач Синозерског скита.
Канонизован је од Руске православне цркве као преподобномученик (спомен - дан мучеништва 20. марта (2. априла) 1612. са Сабором новгородских светих - у 3. недељу по Педесетници, са Сабором карелских светих - 21. маја).
Биографија
Јефрем је рођен у Корелском региону на северозападној обали Ладошког језера, његов отац се звао Симеон, име његове мајке није стигло до нас. У младости је живео у Валамском манастиру, вероватно као искушеник. 1578. године, манастир су заузели и опљачкали Швеђани. Јефрем се преселио у Велики Новгород и пошто је тамо остао дуже време, преселио се у област истог Великог Новгорода, у Бежецк Пјатина, до села Долоскаја, 30 поља (20 врста) од Устјужне Железопољске, где је био чтец у храму Светог великомученика Георгија и Светог Николаја Чудотворца, и ту је проживео доста времена, до свог пунолетства.
Замонашио са именом Ефросин у Успенском Тихвинском манастиру, где је неко време живео. Од 1600. године, по благослову игумана, одлази из манастира да живи у пустињи у дивљим мочварама код реке Чагодоски на обали језера Синичије. Подигавши крст и ископавши пећину, монах је овде живео две године, једући само дивље биљке и печурке. Случајно су га пронашли околни становници, који су почели да долазе код монаха по савете, а неки су остали да живе са њим.
Временом се у Старој испосници окупило много житеља, а Ефросин је био принуђен да оснује нови манастир на источној обали Синичиног језера, недалеко од Старог скита. Према повељи цара Михаила Федоровича о Синозерској испосници од 22. фебруара (3. марта) 1636. године, која је доспела до нас у списку 19. века, Еуфросин је заједно са монахом Гуријем из Шалоха створио нову испосницу 1592.: „Населили су се у ону пустињу код Синичиног језера, на нашој празној земљи, на у дивљој шуми, на реци на Чагодоши, отшелници Гуреј и Ефросин удаљени су од манастира и од цркве и од људи на све стране“. Према предању, са њима се подвизавао и монах Филарет Унженски.

## Мучеништво
Године 1612, када су пољске трупе напале Русију, многи су побегли од пљачке у његов скит. Једног дана Ефросин је рекао да Пољаци стижу у скит и саветовао је свима да беже. Многи нису поверовали. „Зашто не напустиш ово свето место?“ – питали су. Старац је одговорио: „Христа ради дошао сам да умрем на ово свето место”. Они који су се послушали светитеља и напустили манастир спашени су од Пољака; Монах Јона, који је живео у манастиру, не сумњајући у речи старца, хтео је да побегне заједно са мирјанима, али га је монах Ефросин обуздао: „Брате Јона“, рече монах, „зашто пуштата страху твоја душа? Када дође битка, тада треба показати храброст. Дали смо завет да ћемо живети и умрети у пустињи. Морамо бити верни речи датој пред Господом“, „Нека буде воља Божија, али се нећемо плашити краткотрајног страха од љубави Христа ради, јер смо призвани теб, тј. заветовали смо се Господу, чак и ако умремо на овом месту, у његово име ради тога.
После овога светитељ се обуче у схиму и целу ноћ проведе у молитви. Сутрадан, 20. марта, Пољаци су напали манастир. Монах је у одежди, изашао из своје келије и стао код крста који је подигао. Пољаци су навалили на њега, тражећи да им уступи имање манастира. „Сва имовина овог и мојег манастира је у цркви Пречисте Богородице“, одговорио је монах, мислећи на то да је непроцењиво богатство које је за вернике скривено у Богу. Освајачи, који га нису разумели, похрлише у храм, а један од њих извади мач и удари монаха Ефросина у врат, а свети старац паде мртав на земљу. Када су се Пољаци, огорчени што ништа нису нашли у цркви, вратили, убица је, не задовољан чињеницом да је светац већ био беживотан, пробоо главу бојном секиром. Том приликом убијен је и монах Јона.
Уз монаха, у манастиру је остао и један благочестиви сељак Јован Сума. Када су непријатељи упали, он је био у монашкој келији. Упркос тешким ранама задобијеним од страних освајача, Јован је остао жив. Након што су Пољаци отишли, дошао је себи и испричао сину који се вратио шта се догодило. Од њих су то сазнали и околни становници.
Тело светитеља сахрањено је 28. марта. Истог дана сахрањенје монах Јона и са њима страдали. 34 године после упокојења светитеља, у његовом манастиру подигнут је нови храм од стране неимара Мојсија у име Пресвете Тројице и Колока.
Дана 25. августа (4. септембра) 1653. године мошти светог Ефросина, пронађене су нетрулежне, по благослову новгородског митрополита Макарија, пренешене су и постављене од неимара Јоне испод новог звоника Благовештенске цркве на југоисточној страни.